# Інтелектуальний агент

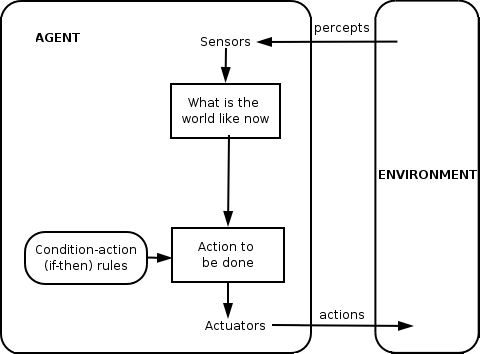
Звичайний агент

Агент, що навчається

Терміни «агент» і «інтелектуальний агент» (ІА) мають два значення, і через це іноді виникає плутанина.
- У комп'ютерній науці, інтелектуальний агент — це програма, що самостійно виконує завдання, указане користувачем комп'ютера, протягом тривалих проміжків часу. Інтелектуальні агенти використовуються для сприяння операторові або для збирання інформації. Одним із прикладів завдань, виконуваних агентами, може служити завдання постійного пошуку й збору необхідної інформації в Інтернеті. Комп'ютерні віруси, боти, пошукові роботи — усе це також можна віднести до інтелектуальних агентів. Хоча такі агенти мають строгий алгоритм, «інтелектуальність» у цьому контексті розуміється як здатність пристосовуватися й навчатися.

- У штучному інтелекті, під терміном інтелектуальний агент розуміють розумні сутності, що спостерігають за навколишнім середовищем і діють у ньому, при цьому їхня поведінка раціональна в тому розумінні, що вони здатні до розуміння і їхні дії завжди спрямовані на досягнення якої-небудь мети. Такий агент може бути як роботом, так і вбудованою програмною системою. Про інтелектуальність агента можна говорити, якщо він взаємодіє з навколишнім середовищем приблизно так само, як діяла би людина.

Ці два значення поняття «інтелектуальний агент» досить різні, і між ними майже немає зв'язку. Інтелектуальний агент у першому значенні може бути розроблений, використовуючи традиційні методи розробки, у ньому дещо більше інтелекту, ніж у поштовому клієнті або утиліті для форматування жорсткого диска. Однак інтелектуальний агент у другому значенні може бути повністю незалежним, виконуючи свої завдання.
В операційних системах сімейства UNIX інтелектуальний агент, що діє в межах одного комп'ютера або локальної мережі, зазвичай називається демоном, у сімействі Windows — службою (сервісом). Приклад: cron в UNIX і «Планувальник завдань» у Windows займаються тим, що запускають зазначені користувачем завдання в певні моменти часу.

## Інтелектуальні агенти в штучному інтелекті
У штучному інтелекті існує кілька типів агентів. Наприклад:
1. Фізичний агент — агент, що сприймає навколишній світ через деякі сенсори й діє за допомогою маніпуляторів.
2. Часовий агент — агент, що використовує інформацію, що змінюється з ходом часу, і пропонує деякі дії або надає дані комп'ютерній програмі або людині, і отримує інформацію через програмний ввід.

Проста агентна програма може бути математично описана як агентська функція, що проектує будь-який придатний результат сприйняття на дію, яку агент може виконати, або в коефіцієнт, елемент зворотного зв'язку, функцію або константу, які можуть вплинути на подальші дії.
{\displaystyle f:P*->A}
Програмний агент, навпаки, проектує результат сприйняття тільки на дію.
Усіх агентів можна розділити на п'ять груп, за типом обробки сприйманої інформації:
- агенти з простою поведінкою.
- агенти з поведінкою, заснованою на моделі.
- цілеспрямовані агенти.
- практичні агенти.
- агенти, що навчаються.

### Агенти з простою поведінкою
Агенти з простою поведінкою діють тільки на основі поточних знань. Їхня агентська функція заснована на схемі  умова-дія
```
IF (умова) THEN дія
```

Така функція може бути успішною, тільки якщо навколишнє середовище повністю піддається спостереженню. Деякі агенти також можуть мати інформацію про їхній поточний стан, що дозволяє їм не звертати уваги на умови, передумови яких уже виконані.

### Агенти з поведінкою, заснованою на моделі
Агенти з поведінкою, заснованою на моделі, можуть оперувати із середовищем, що лише частково піддається спостереженню. Усередині агента зберігається уявлення про ту частину, що перебуває поза межами огляду. Щоб мати таке уявлення, агентові необхідно знати, як виглядає навколишній світ, як він улаштований. Ця додаткова інформація доповнює «Картину Світу».

### Цілеспрямовані агенти
Цілеспрямовані агенти схожі з попереднім типом, однак вони, крім іншого, зберігають інформацію про ті ситуації, які для них бажані. Це дає агентові спосіб вибрати серед багатьох шляхів той, що приведе до потрібної мети.

### Практичні агенти
Цілеспрямовані агенти розрізняють тільки стани, коли ціль досягнута, і коли не досягнута. Практичні агенти, крім цього, здатні розрізняти, наскільки бажаний для них поточний стан. Така оцінка може бути отримана за допомогою «функції корисності», що проектує множину станів на множину мір корисності станів.

### Агенти, що навчаються,
У деякій літературі агенти, що навчаються (АН), також називаються автономними інтелектуальними агентами (англ. autonomous intelligent agents), що означає їхню незалежність і здатність до навчання й пристосовування до обставин, що змінюються. На думку Нікола Касабова, система АН повинна виявляти такі здатності:
- навчатися й розвиватися в процесі взаємодії з навколишнім середовищем
- пристосовуватися в режимі реального часу
- швидко навчатися на основі великого обсягу даних
- покроково пристосовувати нові способи розв'язання проблем
- володіти базою прикладів із можливістю її поповнення
- мати параметри для моделювання швидкої й довгої пам'яті, віку й т.д.
- аналізувати себе у термінах поведінки, помилки й успіху

## Субагенти
Щоб активно виконувати свої функції, інтелектуальні агенти зазвичай мають ієрархічну структуру, що включає багато «субагентів». Інтелектуальні субагенти обробляють і виконують низькорівневі функції. Інтелектуальні агенти й субагенти складають повну систему, що здатна виконувати складні завдання. При цьому поведінка системи створює враження розумності.
Існує декілька типів субагентів:
1. Часові агенти (для ухвалення оперативного рішення)
2. Просторові клієнти (для взаємодії з реальним світом)
3. Сенсорні агенти (обробляють сенсорні сигнали — наприклад, агенти, що працюють на основі нейромережі)
4. Обробні агенти (вирішують проблеми типу розпізнавання мовлення)
5. Агенти, що приймають рішення
6. Навчальні агенти (для створення структур і баз даних для інших інтелектуальних агентів)
7. Світові агенти (поєднують у собі інші класи агентів для автономної поведінка)

## Інтелектуальні агенти в комп'ютерній науці
Досить обмежене число агентів, які можуть уважатися наполовину інтелектуальними (через свою простоту, слабку здатність до прийняття рішень, обмеженість поглядів на зовнішній світ і погану здатність навчатися) перераховані в документі.
Відповідно до нього, існує тільки 4 типи таких ІА:
1. роботи із закупівель[2].
2. користувальницькі або персональні агенти.
3. керуючі й спостережні агенти[2].
4. агенти, що добувають інформацію.

### Роботи із закупівель
Такі роботи, переглядаючи мережні ресурси (найчастіше Інтернет), збирають інформацію про товари й послуги. Роботи із закупівель дуже ефективно працюють із товарами народного споживання, такими як компакт-диски, книги, електротовари й інші товари. Amazon.com є відмінним прикладом такого робота. Вебсайт запропонує вам список товарів, що вам можуть бути цікаві, ґрунтуючись на тім, що ви купували в минулому.

### Користувальницькі або персональні агенти
Користувальницькі агенти — це ІА, які діють у ваших інтересах, від вашого імені. До цієї категорії належать ІА, які постійно, або протягом деякого часу виконують такі завдання:
- перевіряють вашу пошту, сортують її за важливістю (використовуючи задані вами критерії), і сповіщають вас, коли надходить важливий лист, наприклад, лист про вступ до університету;
- грають у комп'ютерній грі як ваш опонент, або патрулюють області в грі для допомоги вам;
- збирають новини (існує кілька версій таких роботів, наприклад, CNN);
- шукають інформацію з обраного предмета;
- самостійно заповнюють web-форми, зберігаючи інформацію для наступного використання;
- переглядають вебсторінки, шукаючи й підсвічуючи ключову інформацію;
- «дискутують» із вами на різні теми, від ваших страхів до спорту.

### Керуючі й спостережні агенти
Див. також Monitoring and Surveillance Agents
Керуючі агенти, також відомі як «агенти, що передбачають», ведуть спостереження й відправляють звіти. Приміром, в NASA's Jet Propulsion Laboratory є агент, що стежить за станом інвентарю, плануванням, складанням розкладу. Такі агенти зазвичай ведуть спостереження за комп'ютерними мережами й стежать за конфігурацією кожного комп'ютера, підключеного до мережі.

### Агенти, що добувають інформацію
Такі агенти діють у сховищі даних, збираючи інформацію. Сховище даних об'єднує в собі інформацію з різних джерел. Збирання інформації — це процес пошуку даних для наступного використання, наприклад, для збільшення продажів або залучення покупців. Класифікація — один із найчастіше використовуваних прийомів для збору інформації, що знаходить і категоризує образи в інформації. Агенти, що добувають інформацію, також можуть виявляти ключові зміни тенденцій розвитку й попередити вас про наявність нової інформації.